# Guaram I.

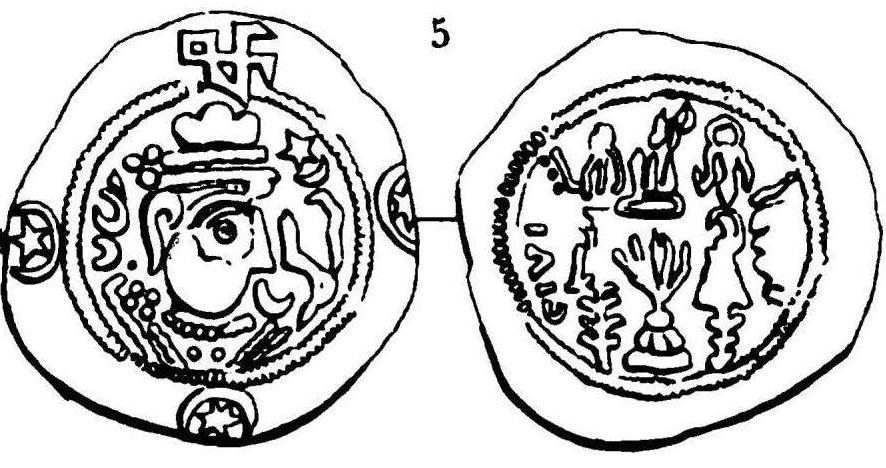
Eine Münze von Guaram I. zeigt deutliche sassanidische Einflüsse.

Guaram I. (georgisch გუარამ I) war ein georgischer Fürst, welcher das Prinzipat von Iberien (ქართლის საერისმთავრო, translit.: kartlis saerismtavro) und den oströmischen (byzantinischen) Titel eines Kuropalates (588–590) führte. Er wird gewöhnlich mit dem Gurgenes (Γουργένης, hellenisierte Form des Mittelpersischen Gurgēn) des byzantinischen Chronisten Theophanes identifiziert.

## Leben
Guaram war der Sohn von Leo, dem jüngeren Sohn von König Wachtang I. Gorgassali, und von dessen römischer Ehefrau Helene und gehörte damit zum jüngeren, nicht-königlichen Zweig der Chosroiden (Guaramiden). Seiner Familie gehörten die südwestlichen iberischen Fürstentümer Klardscheti (კლარჯეთი, [kʼlard͡ʒɛtʰi]) und Odsrche (ოძრხე, Odzrkhe, Samzche-Dschawachetien). Der mittelalterliche georgische Schriftsteller Sumbat Dawitis Dse (სუმბატ დავითის ძე, Sumbat Davitis-Dze) bezeichnet ihn als den ersten Fürsten der Bagrationi, was jedoch kaum glaubhaft ist.
Im Perserkrieg (572–591) zwischen dem oströmischen Reich und dem neupersischen Sassanidenreich, der von Justin II. (reg. 565–578) begonnen wurde, verbündete Guaram sich 572 mit dem armenischen Fürsten Vardan III. Mamikonian und den Oströmern in einem verzweifelten Versuch sich aus der sassanidischen Oberherrschaft zu befreien. Offensichtlich floh er nach Konstantinopel, als der Aufstand zerschlagen wurde und blieb dort, bis er 588 wieder auf der politischen Bühne auftauchte. Der georgische Chronist Juansher berichtet, dass sich die Iberer erneut gegen die Sassanidenherrschaft erhoben. Die iberischen Adligen baten den oströmischen Kaiser Maurikios (reg. 582–602) um einen Herrscher aus dem iberischen Königshaus. Maurikios sandte Guaram, übertrug ihm die Würde eines Kuropalates und schickte ihn nach Mzcheta. Damit ersetzte das neue Fürstentum von Iberien das chosroidische Königtum, welches seit der Besetzung durch die Sassaniden um 580 praktisch keine Macht mehr hatte. Guaram wird traditionell die Gründung des Dschwari-Klosters in Mzcheta zugeschrieben.

## Vermächtnis
Auf Guaram folgte dessen Sohn, Stefanos I.
Guaram I. war der erste georgische Herrscher, der eigene Münzen nach dem Vorbild der persischen Silberdrachmen prägen ließ. Diese Münzen, die so genannten „Iberian-Sassaniden“, tragen die Initialen „GN“ für „Gurgen“. Es scheint, dass „Guaram“ der georgischen Chroniken ein Name nur für den einheimischen Gebrauch war, während „Gurgen“ die offizielle internationale Bezeichnung gewesen ist und sich sowohl auf den Münzen als auch in den ausländischen Quellen wiederfindet.